# تسقيف لفة الأسفلت

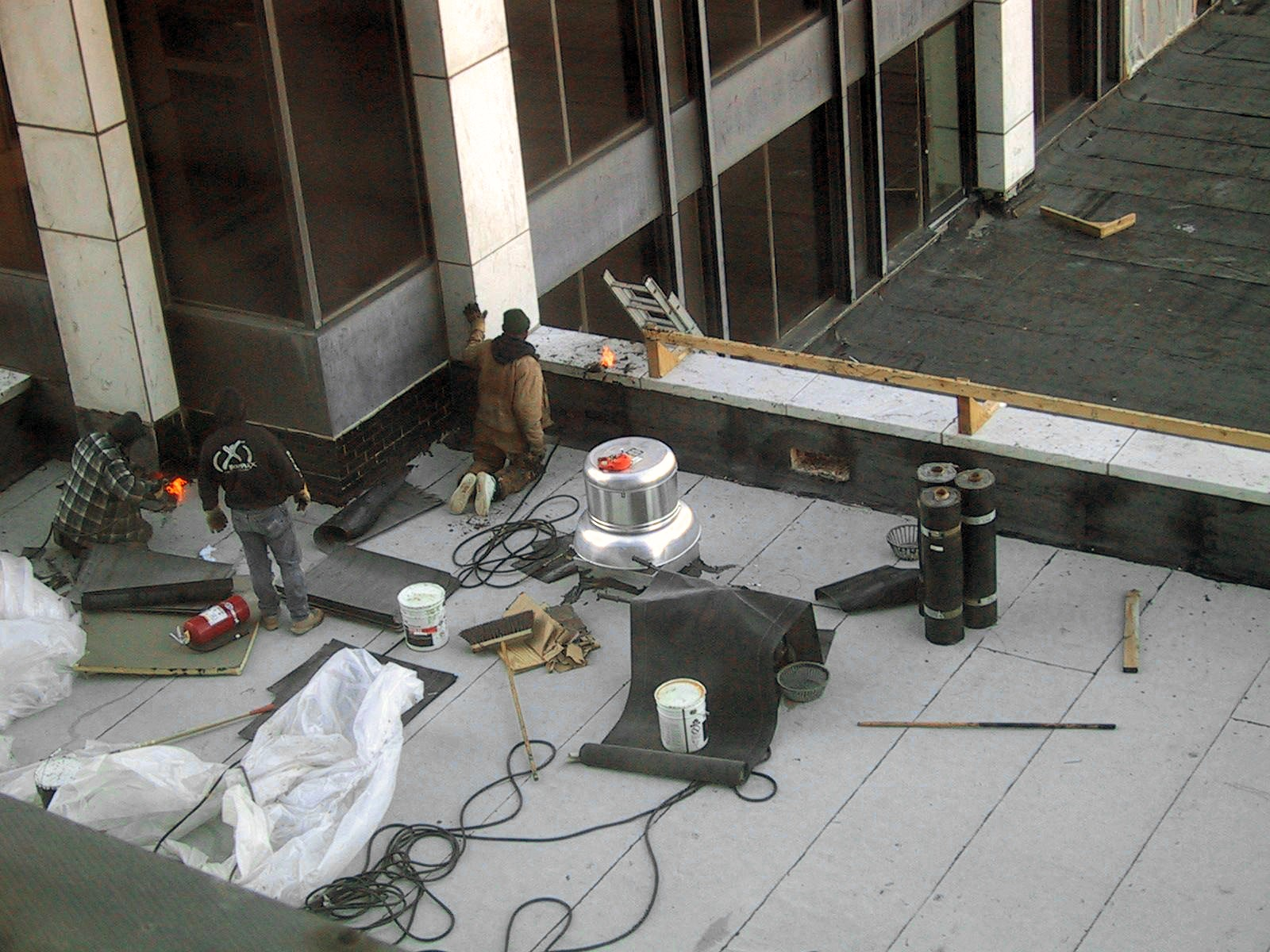

تسقيف لفة الأسفلت أو غشاء لفة الأسفلت، هو مادة تسقيف شائعة الاستخدام في المباني التي تتميز بسقوف ذات ميل منخفض في أمريكا الشمالية. تعتمد على نفس المواد المستخدمة في الألواح الأسفلتية، مثل اللُبَّاد العضوي، أو الألياف الزجاجية المُشبّعة بالأسفلت، والمواجِهة للحصى الحُبَيبي. غالبًا ما تُستخدم عملية التثبيت المعروفة باسم تسقيف الشُعلة (Torch On Roofing) في العقارات التجارية في أمريكا الشمالية.

## نظرة عامّة
عادةً ما يقتصرُ تسقيف الأسطوانة على حصيرة خفيفة الوزن مقارنةً مع الألواح الأسفلتية، حيثإذ يجب لفها للشحن. يكون حجم اللفات عادةً 36 بوصة (91 سم) \ 33 قدم (10 م). ونظرًا لوزنها الخفيف مقارنة الألواحبالألواح الإسفلتية، فإنَّ تسقيف اللفائف يعتبر مادةً مؤقتة وغير مكلفة. عّرضه الواسع يجعله عُرضةً للانكماش الناتج عن درجة الحرارة والتمزق أثناء توسعه وتقلصه.
أسماء أخرى لهذه المواد هي: أسفلت محضّر التسقيف، لٌبَّاد إسفلتي، تسقيف على البارد، تسقيف محضَّر، تسقيف مُدحرَج، تسقيف شريط مُدحرج، لٌبَّاد تسقيف، لٌبَّاد من القار (البتيومين) الرمليّ، ، لٌبَّاد مُشبَع، لٌبَّاد تسقيف ذاتيّ الصنع.
يتم تطبيق تسقيف اللّف عادةً بالتوازي مع الطّنف (طَفْطاف السَّطْح) من أسفل السقف لأعلاه، مع لفّ كل لفة جديدة بنفس طريقة الألواح الإسفلتية. يقتصرُ استخدامه على الأسطح ذات درجة أقل من 2:12؛ لتجنب اختراق الغشاء المكشوف بواسطة المسامير. يجب استخدام اللاصق أو «الأسمنت«الإسمنت اللازورد»» عند الحافة السفلية لمنع الرياح من اقتلاعه. ويتم تدعيم الحافة العلوية للفّة وتغطيتها باللفة التالية.

### التطور التاريخي
بدأت صناعة الأسقف الجاهزة للإسفلت في السويد منذ أكثر من قرن، عندما كانت ألواح السقف مغطاة بالورق المعالج بالقطران الخشبي. في وقت لاحق، في ألمانيا، كان الورق مطليًا بالورنيش (محلول راتيني يستعمل طلاءً عازلاً أو واقيا)، مع مادة معدنية مطحونة ناعماً على السطح، وكان يستخدم كمواد تسقيف. في الولايات المتحدة، استُخدم الإسفلت كَنسيج مضادّ للماء في الجزء الأول من القرن التاسع عشر. في هذا الوقت تقريباً، كانت الأسقف تتألف من صفائح من ورق التغليف المعالجة بقار وقطران الصنوبر، مع ظهور رمال ناعمة على السطح. تم استبدال قطران وقار الفحم في وقت لاحق بقار الصنوبر-كان. وكان هؤلاء هم رواد الأسقف المبنية بالإسفلت والفحم الحجري- .
من غير المعروف بالتأكيد متى تم استبدالاستبدل اللباد للمرة الأولى بورق التغليف أو متى تم استخداماستخدم الأسفلت لأول مرة كعامل مشرب، ولكن من المعروف أن أول تسقيف معدّ للإسفلت -–أي تم تصنيع الأسقفأسقف مصنعة لتكون جاهزة للتطبيق-– تم تسويقه في عام 1893. لم يتم تسقيف السطح الأول.
لم تدخل الألواح الإسفلتية في الاستخدام العام حتى عام 1911. خلال عام 1939، أنتجَ اثنان وثلاثون مصنعًا -–يمثلون نحو 95 % من صناعة تسقيف الأسفلت-– 34225187 مربعاً من الأسقف المعدة مسبقا. كان ثلث هذه المربعات تقريبًا -11,173,856–11173856 مربعًا -– على شكل ألواح أسفلتية، والتي تُستخدم أساسًا في تسقيف المنازل. كانت الألواح الأسفلتية التي تم إنتاجها في عام 1939 كافية لتغطية أكثر من مليون منزل، على افتراض أن المتوسط 10 مربعات لكل سقف. في دراستين استقصائيتين لمواد التسقيف في 20 ولاية شرقية، تم إجراؤهاأجريت خلال عام 1938، تم جدولة مواد التسقيف على 20,841 مسكنا على طول 4038 ميلًا من الطرق السريعة. من هذه المنازل، تم تسقيف 6549 بالألواح الأسفلتية و3881 بواسطة تسقيف لفة الأسفلت. هكذاوهكذا، تم تسقيف حوالي 43% من هذه المساكن بِتسقيف الأسفلت المعدّ مسبقاً.

## الأنواع

### محتوى الألياف
- ألياف رثة مختلطة: بأقل تكلفة، أقصر عمر .
- جميع الألياف البلاستيكية.
- الألياف الزجاجية: أطول عمراً .

### البيتومين
- القار: يتصلب في فصل الشتاء، وتظهر الشقوق في الوقت.
- البيتومين المعدل: يبقى مرنًا في فصل الشتاء، ويدوم بشكل أفضل.

### الجانب السفلي
- غير مطلي: الأكثر شيوعًا، يطبق باستخدام لاصق أو مسامير .
- ذاتية اللصق: بسيطة التطبيق .
- قابل للاشتعال: يطبق بواسطة شعلة على الجانب السفلي، الذي يذوب جزئيا ويلصق الصفيحة (معظم لبّاد التسقيف قابل للاشتعال).

### إضافات (على السطح)
- الرمال: قليلة التكلفة.
- فضلات الحجر: أجمل، متوسط العمر المتوقع أفضل، ، وتستخدم فقط على الكبسولة.
- غير المطلي: يستخدم كشِباك سفلية.

### منتجات حادة الانحدار
- الألواح الأسفلتية الشريطية (قرميد شريطي): الطول نحو ثلاثة أضعاف الاتساع. يتم تصنيعتصنع الألواح الأسفلتية الشريطية بأبعاد قياسية ومتريّة، وتتميز بعدد القواطع أو علامات التبويب الموجودة بها. النوع الأكثر شيوعًا منها هو «ثلاثية التبويب». يمكنكبالإمكان تحقيق تأثيرات نصية وإضاءة / /تظليل مختلفة باستخدام الألواح الشريطية استنادا إلى عدد القواطع وشكلها ومواءمتها.
- الألواح الأسفلتية المتشابكة: مصممة لتثبيت بعضها البعض ميكانيكيا، وتستخدم لتوفير مقاومة أكبر للرياح. تأتيوتأتي بأشكال وأحجام مختلفة توفِّر مجموعة واسعة من إمكانيات التصميم.
- الألواح الأسفلتية الفردية الكبيرة: بشكل عام تكون مستطيلة أو سداسية الشكل، ولا تستَخدم القواطع أو التبويب.[7]

### منتجات منخفضة الانحدار
-صفائح البيتومين المعدلة
تتكون صفائح البيتومين المعدلة في المقام الأول من أنواع البيتومين المعدلة بالبوليمر، ، المدعمة بواحدة أو أكثر من الأقمشة مثل البوليستر، ، أو الألياف الزجاجية، ، أو مزيج من الاثنين. يتم تجميعتجمع أوراق البيتومين المعدلة في المصانع التي تستخدم معايير مراقبة الجودة العالية، بحيث يكون لها سمك موحد ويتم تصنيعها بحيث يكون لها خواص فيزيائية ثابتة في جميع أنحاء الصفيحة.
قد يتكون غشاء التسقيف النهائي من ورقة بيتومين واحدة معدلة أو أكثر، أو قد يتكون من مزيج من لبّادات التسقيف المدمجة (BUR) وواحد أو أكثر من صفائح البيتومين المعدلة. يتم تعديل الأسفلت المستخدم في تصنيع أنظمة البيتومين المعدلة بشكل عام باستخدام أحدإحدى المادتين: البولي بروبيلين أتاكتيك (APP)،)، أو ستيرين بوتادين ستيرين (SBS)،)، تقوم هذه المعدِّلات بإنشاء مصفوفة موحدة تعزز الخواص الفيزيائية للأسفلت.
-الأسقف المدمجة (BUR): تتكون الأسقف المدمجة (BUR) من طبقات متعددة من البيتومين بالتناوب مع ألواح رقيقة (لبادات) مطبقة على سطح السقف، ، ومثبط البخار والعزل (في معظم الأحيان). تعتبر أنظمة التسقيف المدمجة BUR)) مفيدة بشكل خاص للتطبيقات المسطحة أو منخفضة الميل. قلب النظام هو الغشاء الذي يشتمل على طبقات البيتومين، والتي يتم تسخينها بشكل جيد، وكذلك طبقات التسليح لِ لبّادللبّاد التسقيف .. مع التقدم التكنولوجي الحالي في علوم الأسفلت، يمكن استخدام مواد البيتومين اللاصقة الباردة بدلاً من الأسفلت الساخن.
تتمتع أنظمة تسقيف) BUR) بشعبية طويلة الأمد، ويرجع ذلك في جزء كبير منه إلى نجاح وموثوقية النظام. ويشهد على هذه الحقيقة؛ المخزون من 20 و30 و40 عامًا من أسقف (BUR) والذي لا يزال في حالة ممتازة.

## طرق التطبيق
- الغراء الموقعي مع مزيج القار / /المذيبات.
- المسمار في المكان: يعتمد على رأس المسمار المخروطي الذي يتم إدراجهيدرج قليلاً تحت السطح للحصول على ختم الضغط. تسرب المياه ليس مثاليًا تمامًا؛ يتم استخدام طبقة من الأخشاب المتينة تحت الماء، عادة ما تكون ((OSB أو رقائق. تلك الطريقة هي الأكثر شيوعا على السقيفة.
- القار الساخن.
- الشعلة: على الجانب السفلي من اللُّباد المذاب، مع شعلة وضغط في المكانموضعي.